# Cáncer de cabeza y cuello
Se designa con la denominación genérica de cáncer de cabeza y cuello a un grupo heterogéneo de tumores malignos que afectan a diferentes estructuras de esta región del organismo. Principalmente comprenden el cáncer de boca que incluye también el de labio y lengua, el cáncer de faringe, el cáncer de laringe, el cáncer de senos paranasales y el de glándulas salivares. No se incluye en este grupo otros tipos de cáncer que también afectan a la cabeza o cuello, como el cáncer de cerebro, los cánceres que afectan al ojo, esófago, tiroides, piel y huesos de la cabeza. Es el sexto cáncer más común diagnosticado en todo el mundo y la octava causa más común de muerte por cáncer, asociándose con frecuencia con la infección por el virus del papiloma humano (VPH).

## Tipos
- Cáncer de boca. Incluye el cáncer de labio, lengua, encía y paladar.

- Cáncer de faringe. Incluye la nasofaringe o parte superior de la faringe situada detrás de la nariz, la orofaringe y la hipofaringe que es la porción más inferior del órgano.

- Cáncer de laringe. Incluye los cánceres que afectan a las cuerdas vocales y la epiglotis.

- Cáncer de senos paranasales y cavidad nasal. Incluyendo el seno maxilar y el seno frontal.

- Cáncer de glándulas salivales. Incluye el cáncer de parótida.

## Tumores inducidos por el virus del papiloma humano
Se han establecido un subgrupo de tumores humanos de cabeza y cuello que contienen secuencias del virus del papiloma humano (VPH), los cuales difieren en las características biológicas y clínicas y en la patogénesis molecular (expresión génica, mutaciones, amplificaciones y deleciones y alteraciones del epigenoma) con respecto a los no impulsados por el virus. Dependiendo de la localización anatómica del tumor, la prevalencia del VPH se estima entre el 23 y el 36%.
El virus podría desencadenar el proceso tumorigénico tanto a través de sus principales proteínas virales, E6 y E7, como a través de otros mecanismos que alterarían el genoma del huésped como son generación de transcritos alterados, disrupción de supresores de tumores, amplificaciones de oncogenes, traslocaciones génicas o cambios en los perfiles de metilación.

## Síntomas
Los síntomas del cáncer de cabeza y cuello varían según su localización, éstos pueden ser:
- Labios y boca, un parche blanco o rojo en la encía, en la lengua o en el revestimiento de la boca; inflamación de la mandíbula a causa de la prótesis dental que no esté ajustada o que se siente incómoda. Así como también un sangrado o dolor poco común en la boca.
- Faringe, dificultad para respirar o para hablar; dolor al pasar, dolor en el cuello o en la garganta que no desaparece, dolores de cabeza frecuentes, dolor o zumbido en los oídos, dificultad para oír.
- Garganta y Laringe, los síntomas incluyen ronquera, molestia o dificultad para comer, dolor en el cuello, la mandíbula o el oído, un bulto o inflamación en el cuello o una sensación de obstrucción en la garganta.
- Senos paranasales y cavidad nasal, senos nasales congestionados que no se despejan, sinusitis que no reacciona al tratamiento con antibióticos, sangrado por la nariz, dolores frecuentes de cabeza, inflamación u otros problemas de ojos, dolor en los dientes superiores o problemas con las prótesis dentales.
- Glándulas salivales, hinchazón debajo del mentón o alrededor de la mandíbula, adormecimiento o parálisis de los músculos en la cara o dolor que no desaparece en la cara, mentón o cuello.

## Tratamiento
El plan de tratamiento depende de diferentes factores, tales como la ubicación exacta del tumor, la extensión de la enfermedad, la edad, salud general de la persona y el tipo histológico. El tratamiento puede incluir cirugía, radioterapia, quimioterapia o una combinación de todas. Previamente se debe analizar cuál es la mejor opción, para no afectar al paciente en su alimentación, el habla e incluso en su respiración. Tras el tratamiento inicial es posible que el paciente necesite rehabilitación, terapia ocupacional, fisioterapia, logopedia o cirugía reconstructiva.